# Ectinus
Ectinus is een geslacht van kevers uit de familie  
kniptorren (Elateridae).
Het geslacht is voor het eerst wetenschappelijk beschreven in 1829 door Eschscholtz.

## Soorten
Het geslacht omvat de volgende soorten:
- Ectinus aterrimus (Linnaeus, 1761)
- Ectinus dahuricus (Candèze, 1863)
- Ectinus exulatus (Candèze, 1873)
- Ectinus hidaensis Ôhira, 1998
- Ectinus higonius (Lewis, 1894)
- Ectinus insidiosus (Lewis, 1894)
- Ectinus koshiki Kishii, 1984
- Ectinus longicollis (Lewis, 1894)
- Ectinus miyakei Ôhira, 1964
- Ectinus nipponicus Kishii, 1979
- Ectinus nokozanus (Miwa, 1928)
- Ectinus obakoae Kishii, 1979
- Ectinus obscurolineatus Kishii, 1979
- Ectinus peregrinus Gurjeva, 1978
- Ectinus piloselloides (Schwarz, 1891)
- Ectinus puberulus (Miwa, 1928)
- Ectinus saitoanus Kishii, 1987
- Ectinus sepes (Lewis, 1879)
- Ectinus sericeus (Candèze, 1878)
- Ectinus sonanis (Miwa, 1928)
- Ectinus tamnaensis Kishii in Kishii & Paik, 2002
- Ectinus yushiroi W. Suzuki, 1999